# Théo Hachez
 (décembre 2018).
Théo Hachez, né à Namur le 21 avril 1957 et décédé à Schaerbeek le 9 octobre 2008, est un journaliste belge qui dirige La Revue nouvelle de 1994 à sa mort.

## Vie et œuvre
Il présida la cellule Hercule[précision nécessaire] des Assises de l'enseignement.
Christian Laporte, dans la Libre Belgique, le décrit comme « s'inscrivant dans la lignée des fondateurs qui tout en étant proches des idées de la gauche chrétienne de gauche[incompréhensible] n'en développaient pas moins une grande ouverture vers tous les progressistes dans la lignée de Jacques Leclercq, d'André Molitor et de bien d'autres grands noms du mensuel qui ont marqué l'histoire du pays depuis 1945. » Pour Olivier Mouton, dans le Soir, ce membre du collège d’avis du Conseil supérieur de l'audiovisuel et professeur de journalisme à l’Institut supérieur de formation sociale et de communication à Bruxelles, « savait aussi se fâcher plus souvent qu’à son tour avec les partisans du capitalisme sauvage. Il s’en est allé alors que la crise fait rage. Comme pour la dénoncer. »